# Dschabar Rassulowitsch Rassulow
Dschabar Rassulowitsch Rassulow (russisch Джабар Расулович Расулов; * 27. Junijul. / 10. Juli 1913greg. in Chodschent, Russisches Kaiserreich, heute: Chudschand, Sughd, Tadschikistan; † 4. April 1982 in Duschanbe, Tadschikische Sozialistische Sowjetrepublik) war ein sowjetischer Politiker der Kommunistischen Partei der Sowjetunion (KPdSU) und Diplomat, der unter anderem zwischen 1946 und 1955 Vorsitzender des Ministerrates der Tadschikischen Sozialistischen Sowjetrepublik sowie von 1961 bis zu seinem Tode 1982 Erster Sekretär der Kommunistischen Partei Tadschikistans war.

## Leben
Dschabar Rassulowitsch Rassulow schloss 1934 ein Studium am Zentralasiatischen Baumwollinstitut ab und war im Anschluss von 1934 bis 1938 als Agronom in verschiedenen Landwirtschaftlichen Genossenschaften tätig. 1939 wurde er Mitglied der Kommunistischen Partei der Sowjetunion (KPdSU). Nachdem er von 1938 bis 1941 Abteilungsleiter im Volkskommissariat für Landwirtschaft der Tadschikischen Sozialistischen Sowjetrepublik war, war er von 1941 bis 1945 im Volkskommissariat für Beschaffung der Sowjetunion tätig. Danach fungierte er zwischen 1945 und 1946 als Volkskommissar für Landwirtschaft sowie 1946 kurzzeitig als Minister für Industriekulturen, ehe er im April 1946 als Nachfolger von Mahmadali Kurbanowitsch Kurbanow Vorsitzender des Ministerrates der Tadschikischen SSR wurde. Dieses Amt bekleidete er bis zum 27. März 1955, woraufhin Tursunbaj Uldschabajewitsch Uldschabajew sein Nachfolger wurde. Er wurde am 10. Februar 1946 zudem Deputierter des Obersten Sowjet der UdSSR, dem er bis zu seinem Tode am 4. April 1982 angehörte. Auf dem XIX. Parteitag der KPdSU (5. bis 14. Oktober 1952) wurde er erstmals Mitglied des Zentralkomitees (ZK) der KPdSU und gehörte diesem Gremium bis zum XX. Parteitag der KPdSU (14. bis 25. Februar 1956) an.
Im Anschluss wechselte Rassulow 1955 in den Ministerrat der UdSSR und war bis 1958 Erster Stellvertretender Landwirtschaftsminister der Sowjetunion. Nach seiner Rückkehr nach Tadschikistan fungierte er von 1958 bis 1960 als Sekretär des ZK der Kommunistischen Partei Tadschikistans sowie zwischen 1960 und 1961 als sowjetischer Botschafter in Togo. Zuletzt wurde er am 12. April 1961 als Nachfolger von Tursunbaj Uldschabajewitsch Uldschabajew Erster Sekretär des ZK der Kommunistischen Partei Tadschikistans und bekleidete diese Funktion bis zu seinem Tode am 4. April 1982, woraufhin Rahmon Nabijewitsch Nabijew am 20. April 1982 seine Nachfolge antrat. Auf dem XXII. Parteitag der KPdSU (17. bis 31. Oktober 1961) wurde er abermals Mitglied des ZK der KPdSU und gehörte diesem Gremium nunmehr bis zu seinem Tode an.
Für seine Verdienste wurde Dschabar Rassulowitsch Rassulow mehrfach geehrt und wurde unter anderem 1981 Held der sozialistischen Arbeit. Er erhielt ferner neun Mal den Leninorden, den Orden der Oktoberrevolution, den Orden des Vaterländischen Krieges II. Klasse sowie drei Mal den Orden des Roten Banners der Arbeit.
Die Botanikerin Mucharam Rassulowa war Rassulows 13 Jahre jüngere Schwester.